# Goera townesi
Goera townesi är en nattsländeart som beskrevs av Morse 1971. Goera townesi ingår i släktet Goera och familjen grusrörsnattsländor. Inga underarter finns listade i Catalogue of Life.